# نيكولاي كوفاليف
نيكولاي كوفاليف (بالروسية: Ковалёв, Николай Анатольевич)‏ (و. 1986  م) هو مبارز بالسيف روسي، ولد في أورينبورغ، شارك في الألعاب الأولمبية الصيفية 2012، والألعاب الأولمبية الصيفية 2008، ومبارزة سيف الشيش في الألعاب الأولمبية الصيفية 2012 – رجال سيف المبارزة ‏.

## جوائز
حصل على جوائز منها:
- ميدالية ترتيب الاستحقاق الوطني في روسيا الدرجة الثانية  [لغات أخرى]‏.

## روابط خارجية
- نيكولاي كوفاليف على موقع الاتحاد الدولي للمبارزة (الإنجليزية)
- نيكولاي كوفاليف على موقع الاتحاد الأوروبي للمبارزة (الإنجليزية)
- نيكولاي كوفاليف على موقع الاتحاد الروسي للمبارزة (الروسية)
- نيكولاي كوفاليف على موقع اللجنة الأولمبية الدولية (الإنجليزية)
- نيكولاي كوفاليف على موقع أوليمبيديا (الإنجليزية)